# The Cross
The Cross est un groupe de rock britannique formé en 1987 à Londres et mené par Roger Taylor, batteur de Queen. À l'origine plutôt orienté rock classique avec des influences dance pour le premier album, le groupe abandonne rapidement ce dernier aspect pour produire ensuite deux albums rock. Bien que Taylor ait annoncé, lors de la formation du groupe, que celui-ci deviendrait « un groupe de premier plan » dans les six mois, The Cross n'a jamais décollé dans aucun pays sauf en Allemagne. De ce fait, le groupe s'est séparé en 1993.

## Historique
(août 2008).
Si vous disposez d'ouvrages ou d'articles de référence ou si vous connaissez des sites web de qualité traitant du thème abordé ici, merci de compléter l'article en donnant les références utiles à sa vérifiabilité et en les liant à la section « Notes et références ».
Après la dernière tournée de Queen en 1986, le Magic Tour, Roger Taylor saisit l'occasion d'une baisse d'activité au sein de Queen pour former son propre groupe qu'il baptise The Cross (« la Croix »). Abandonnant sa batterie, Taylor assume le rôle de guitariste rythmique et de chanteur. Il recrute Spike Edney, qui s'occupe des claviers sur les tournées de Queen ; quant aux autres membres, il les trouve à la suite d'une annonce anonyme placée dans la presse musicale anglaise. Les trois nouveaux venus sont tous inconnus du grand public ; il s'agit de Clayton Moss (à la guitare), Peter Noone (à la basse) et Josh MacRae (à la batterie). Roger Taylor n'a jamais été batteur pour son nouveau groupe ; il en est le leader, position dont il dit qu'elle est « nouvelle pour [lui] ».
Avant même la formation du groupe, Roger Taylor avait déjà écrit la plupart des chansons qui allaient composer le premier album, Shove It, qu'il a très largement enregistré seul. Cependant, afin que le reste du groupe puisse toucher des royalties sur l'album, le groupe au complet réenregistre quelques-unes des chansons à Ibiza, avant de partir en tournée. L'album, sorti en 1988, mélange de rock classique influencé par la dance, reçoit quelques bonnes critiques dans la presse musicale, mais ne réussit cependant pas à sortir du fond du classement anglais, tout comme les trois singles qui en sont extraits. Aux États-Unis, l'album n'est pas classé et par la suite The Cross ne sort aucun autre album là-bas.
L'album Shove It contient la première version de Heaven For Everyone, chantée par Freddie Mercury sur la version sortie en Angleterre de l'album et par Roger Taylor sur la version sortie aux États-Unis. Enregistrée en 1987, la voix de Mercury a été conservée et la partie instrumentale entièrement rejouée par Queen pour l'album Made In Heaven sorti en 1995. Freddie Mercury n'est pas le seul membre de Queen à avoir participé au premier album de The Cross : Brian May a joué de sa Red Special sur une chanson et John Deacon a été le bassiste de quelques-unes. Cependant, ils ne sont pas crédités sur la pochette de l'album.
Le groupe sort en 1990 un second album, Mad, Bad, and Dangerous to Know, peu de temps après The Miracle de Queen en 1989 (Roger Taylor ayant Queen pour priorité), cette fois écrit par tous les membres du groupe, et orienté nettement plus vers le rock. Le single principal, Power To Love, ne marcha pas très bien et l'album lui-même ne fut pas classé. Cependant le groupe se trouve un public en Allemagne et, alors qu'il n'est signé par aucun label en Angleterre, Le troisième et dernier album, Blue Rock, y sort en 1991 - de même qu'au Japon.
Bien que toujours populaire en Allemagne au début des années 1990, The Cross ne fait plus que les premières parties de concerts d'autres groupes lors de la tournée de promotion de Blue Rock. Le décès de Freddie Mercury en 1991 entraine le retrait de la vente du dernier single, Life Changes, puis le groupe se sépare en 1993 après quelques rares derniers concerts.
Roger Taylor poursuit ensuite sa carrière solo et son travail au sein de Queen. Josh MacRae accompagne Taylor dans ses tournées solo et joue des percussions lors du Freddie Mercury Tribute. Spike Edney reprend les claviers dans le projet Queen + Paul Rodgers, alors que MacRae y participe hors scène en tant qu'ingénieur du son.

## Discographie

### Albums studio
| Titre                           | Année | R-U | ALL |
| ------------------------------- | ----- | --- | --- |
| Shove It                        | 1988  | 58  | —   |
| Mad, Bad, and Dangerous to Know | 1990  | —   | 48  |
| Blue Rock                       | 1991  | —   | —   |

### Singles
| Titre               | Année | R-U | ALL | Album                           |
| ------------------- | ----- | --- | --- | ------------------------------- |
| Cowboys and Indians | 1987  | 74  | —   | Shove It                        |
| Shove it            | 1988  | 84  | —   | Shove It                        |
| Heaven for Everyone | 1988  | 83  | —   | Shove It                        |
| Manipulator         | 1988  | —   | —   | ne figure sur aucun album       |
| Power to Love       | 1990  | 85  | —   | Mad, Bad, and Dangerous to Know |
| Liar                | 1990  | —   | —   | Mad, Bad, and Dangerous to Know |
| Final Destination   | 1990  | —   | —   | Mad, Bad, and Dangerous to Know |
| New Dark Ages       | 1990  | —   | —   | Blue Rock                       |
| Life Changes        | 1991  | —   | —   | Blue Rock                       |